# Милик (Мейо)
Милик (англ. Meelick; ирл. Míleac) — деревня в Ирландии, находится в графстве Мейо (провинция Коннахт) в пяти километрах от Суинфорда.
В деревне есть 21-метровая круглая башня.